# Tuf
El tuf és un tipus de roca volcànica lleugera, de consistència porosa, formada per l'acumulació de cendres o altres elements volcànics molt petits expel·lits pels respiradors durant una erupció volcànica. Aquesta roca extrusiva es forma principalment per la deposició de lapil·lis durant les erupcions piroclàstiques. La seva velocitat de refredament és més ràpida que en el cas de roques intrusives com el granit i amb una menor concentració en cristalls. No s'ha de confondre amb la tova calcària ni tampoc amb la pedra tosca.

## Usos

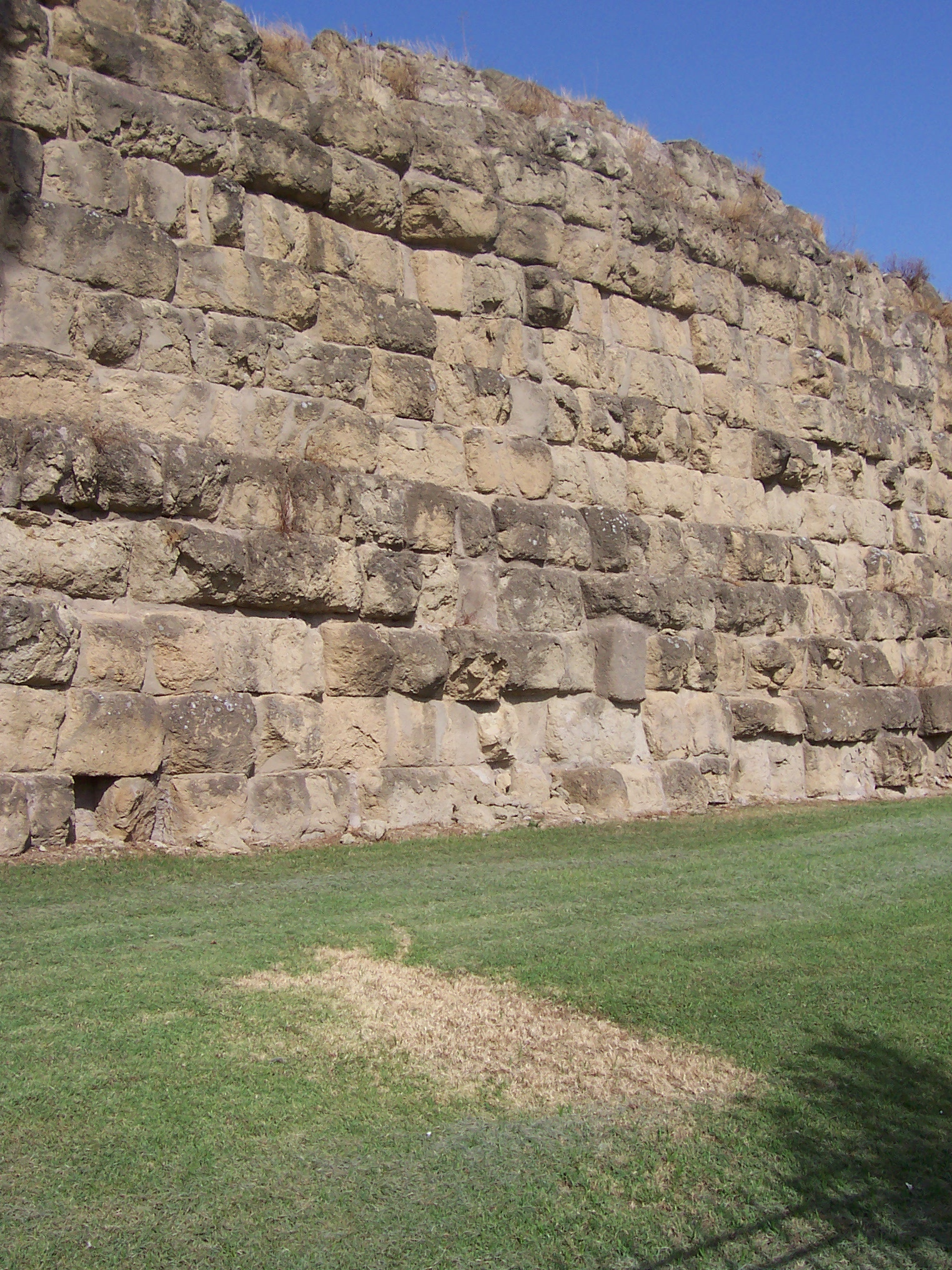
Restes de la Muralla Serviana a Roma, construïda amb maons de tuf

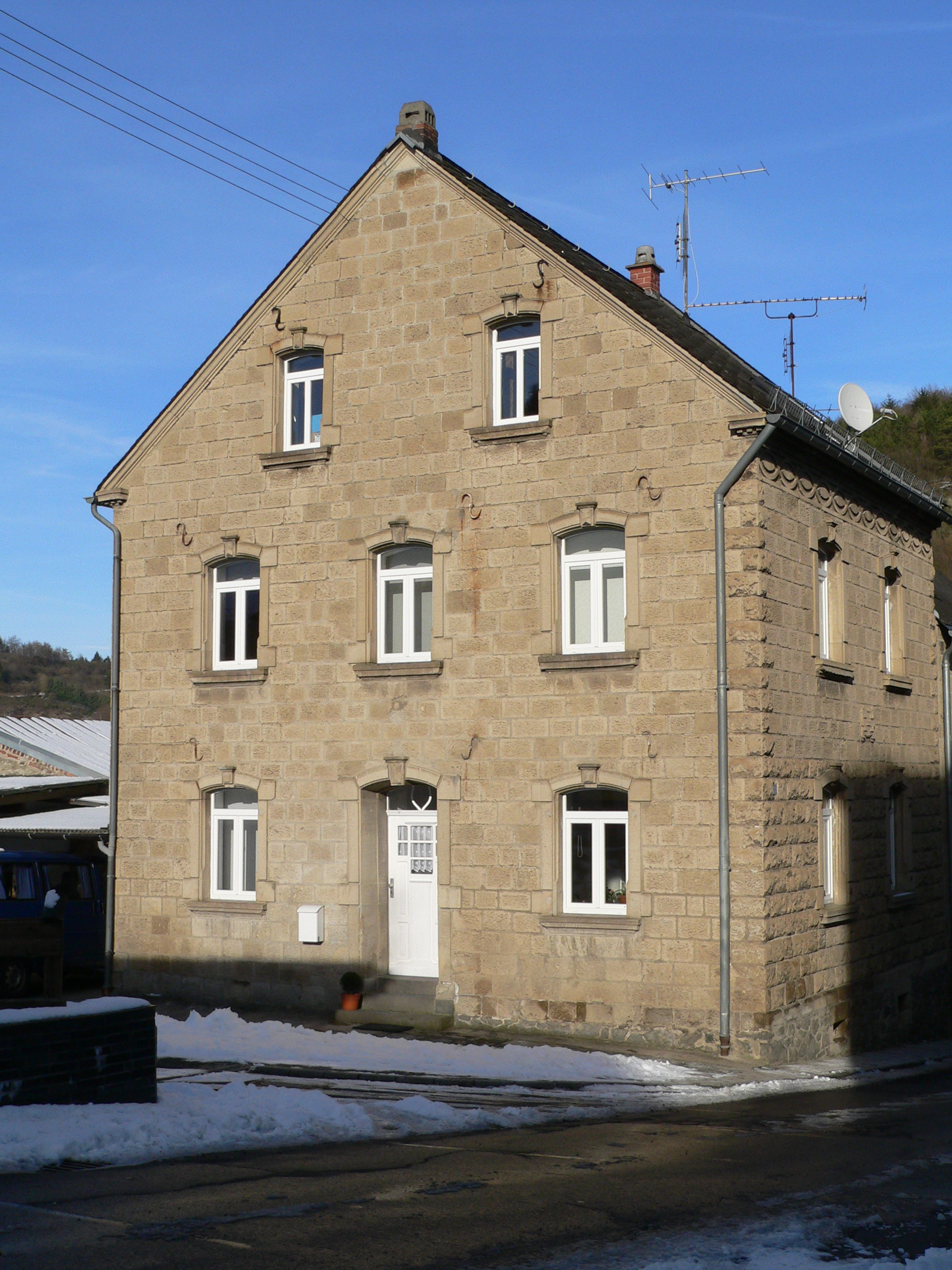
Casa de tuf de principis del, a la regió alemanya de l'Eifel

A causa de la presència de nombrosos volcans, Itàlia compta amb nombrosos jaciments antics que han utilitzat aquesta roca per als seus usos arquitectònics, ja des del temps dels etruscos i els romans, en què la poca duresa facilitava la talla de la pedra. La major part dels edificis de Pompeia i Herculà, per exemple, eren fets de pedra volcànica. Així mateix els moais de l'illa de Pasqua són igualment tallats en tuf.

### Elsillard'Arequipa
Al sud del Perú hi ha un gran nombre de dipòsits de fluxos piroclàstics que cobreixen grans extensions del flanc occidental andí Alguns d'aquests fluxos, sota el nom de sillar o piedra sillar, que és una denominació exclusivament local per a la ignimbrita, s'utilitzen extensament com a material de construcció a la ciutat d'Arequipa i la rodalia en una tradició constructiva que es remunta als inicis de la colònia espanyola. Per efecte de la pressió i la temperatura, els fluxos piroclàstics es desvitrifiquen i se solden, de manera que es converteixen en sillar, una roca piroclàstica de color predominantment blanc grisenc, de granularitat homogènia.Aquest to confereix als principals edificis del centre històric d'Arequipa una estètica i un color característics, que fa que l'urbs sigui coneguda amb el sobrenom popular de «la Ciutat Blanca». El principal aflorament i pedrera de sillar es troba a la Quebrada de Añashuayco, al peu del volcà Misti.
Determinades toves de color, no ja blanc, sinó salmonat donen lloc al sillar rosat, d'ús molt escàs, visible en alguns edificis com el palau arquebisbal d'Arequipa. Hi ha varietats en diverses tonalitats que van del blanc blavós o el blanc rosat fins al tènuement groguenc, passant pel gris i el negre amb inclusions blanques. Això no obstant, el sillar blanc és el que més s'utilitza.

### La tosca de les Canàries
Certes toves són conegudes a les illes Canàries amb el nom de tosca. La seva consistència és mitjana, cosa que la fa ideal per a les pedreres i, sobretot, per construir habitatges troglodítics (com és el cas al nucli de Guayadeque, a l'illa de Gran Canària). El seu color va des del vermell fins al blanc groguenc; aquestes últimes són les que provenen de les erupcions del tipus de «núvol ardent», reben el nom de toscas blancas i són típiques del sud-est de Tenerife.